# Rasselwitz

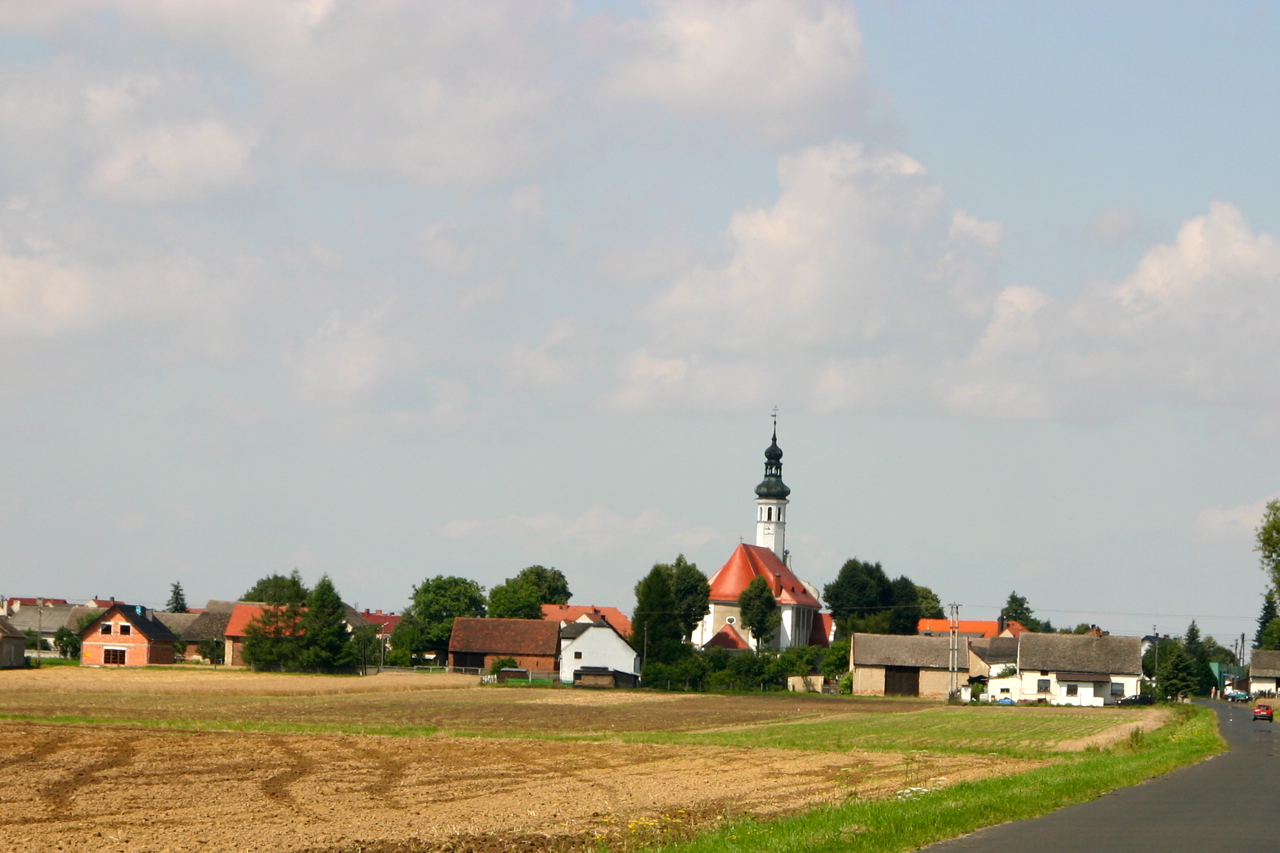
Blick auf Rasselwitz

Rasselwitz (auch Polnisch-Rasselwitz, polnisch Racławiczki) ist ein Ort in der  Stadt- und Landgemeinde Klein Strehlitz (Strzeleczki) im Powiat Krapkowicki der Woiwodschaft Opole (Oppeln) in Polen.

## Geographie
Rasselwitz liegt sechs Kilometer westlich von Klein Strehlitz, 13 Kilometer westlich von Krapkowice (Krappitz) und 25 Kilometer südwestlich von Opole in der Nizina Śląska am linken Ufer des Zülzer Wassers (Biała).
Nachbarorte von Rasselwitz sind im Nordwesten Sedschütz (Dziedzice), im Norden Servitut (Serwitut), im Osten Schiegau (Ścigów) und im Süden Kujau (Kujawy).

## Geschichte

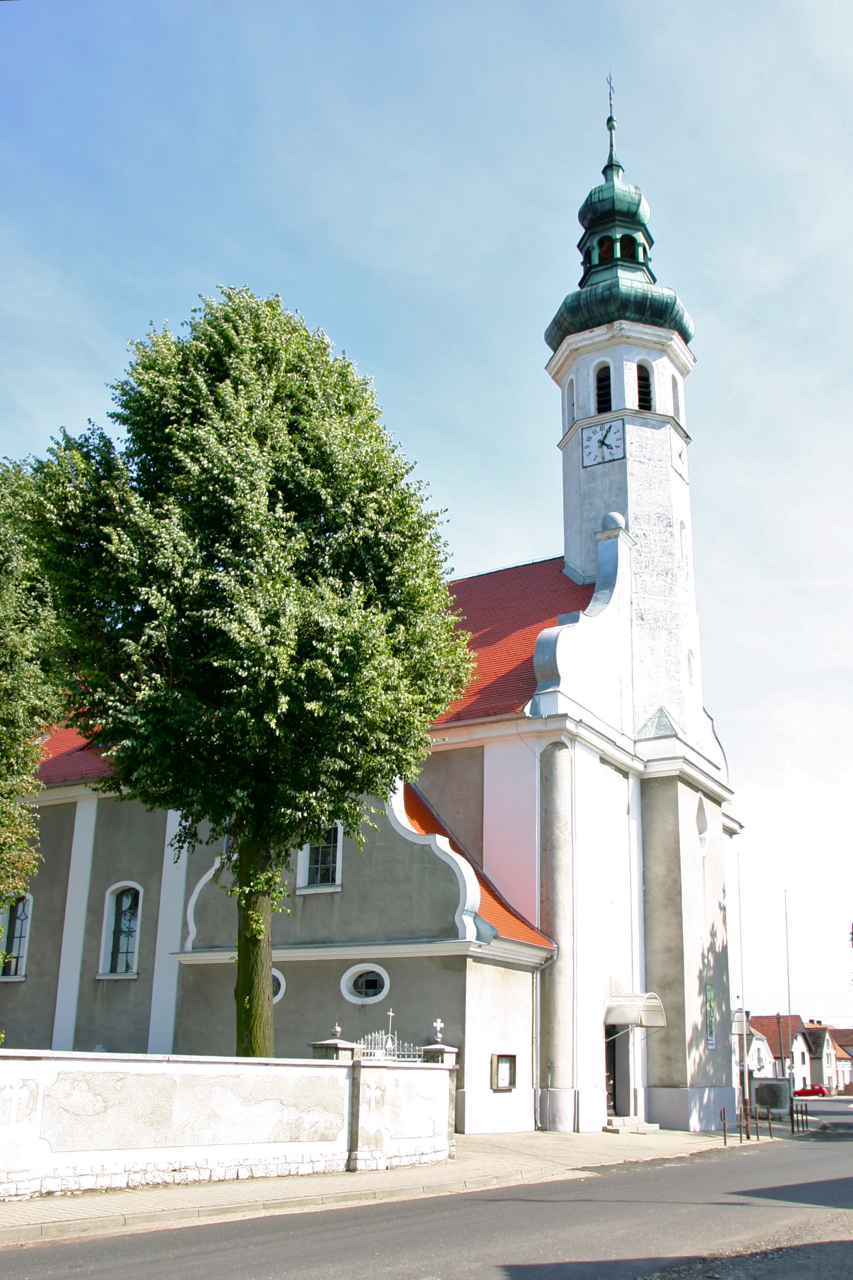
Magdalenenkirche

„Polonicalis Rastlowitz“ wurde 1383 erstmals urkundlich erwähnt. 1447 wurde erstmals eine Kirche im Ort erwähnt. 1531 ist es in der Schreibweise Raslawitze polonicalis belegt.
Nach dem Ersten Schlesischen Krieg 1742 fiel Rasselwitz mit dem größten Teil Schlesiens an Preußen.
1802 wurde in Rasselwitz eine steinerne Kirche erbaut. Nach der Neuorganisation der Provinz Schlesien gehörte die Landgemeinde Rasselwitz ab 1816 zum Landkreis Neustadt O.S. im Regierungsbezirk Oppeln. 1845 bestanden im Dorf eine katholische Pfarrkirche, eine katholische Schule, eine Wassermühle und 73 Häuser und es wohnten 707 Einwohner im Ort, davon fünf evangelisch. 1861 zählte der Ort 17 Bauern, 19 Gärtner und 17 Häusler. Die katholische Schule wurde von 215 Schülern besucht.
Bei der Volksabstimmung in Oberschlesien am 20. März 1921 stimmten 507 Wahlberechtigte für einen Verbleib bei Deutschland und 179 für Polen. Rasselwitz verblieb beim Deutschen Reich. Am 2. Mai 1939 wurde der Ort in Roßtal umbenannt. Bis 1945 befand sich der Ort im Landkreis Neustadt O.S.
1945 kam der bisher deutsche Ort unter polnische Verwaltung und wurde in Racławiczki umbenannt und der Woiwodschaft Schlesien angeschlossen. 1950 kam der Ort zur Woiwodschaft Oppeln. 1999 kam der Ort zum Powiat Krapkowicki. Am 17. Mai 2006 wurde in der Gemeinde Klein Strehlitz, der Rasselwitz angehört, Deutsch als zweite Amtssprache eingeführt. Am 24. November 2008 erhielt der Ort zusätzlich den amtlichen deutschen Ortsnamen Rasselwitz.

## Sehenswürdigkeiten und Denkmale

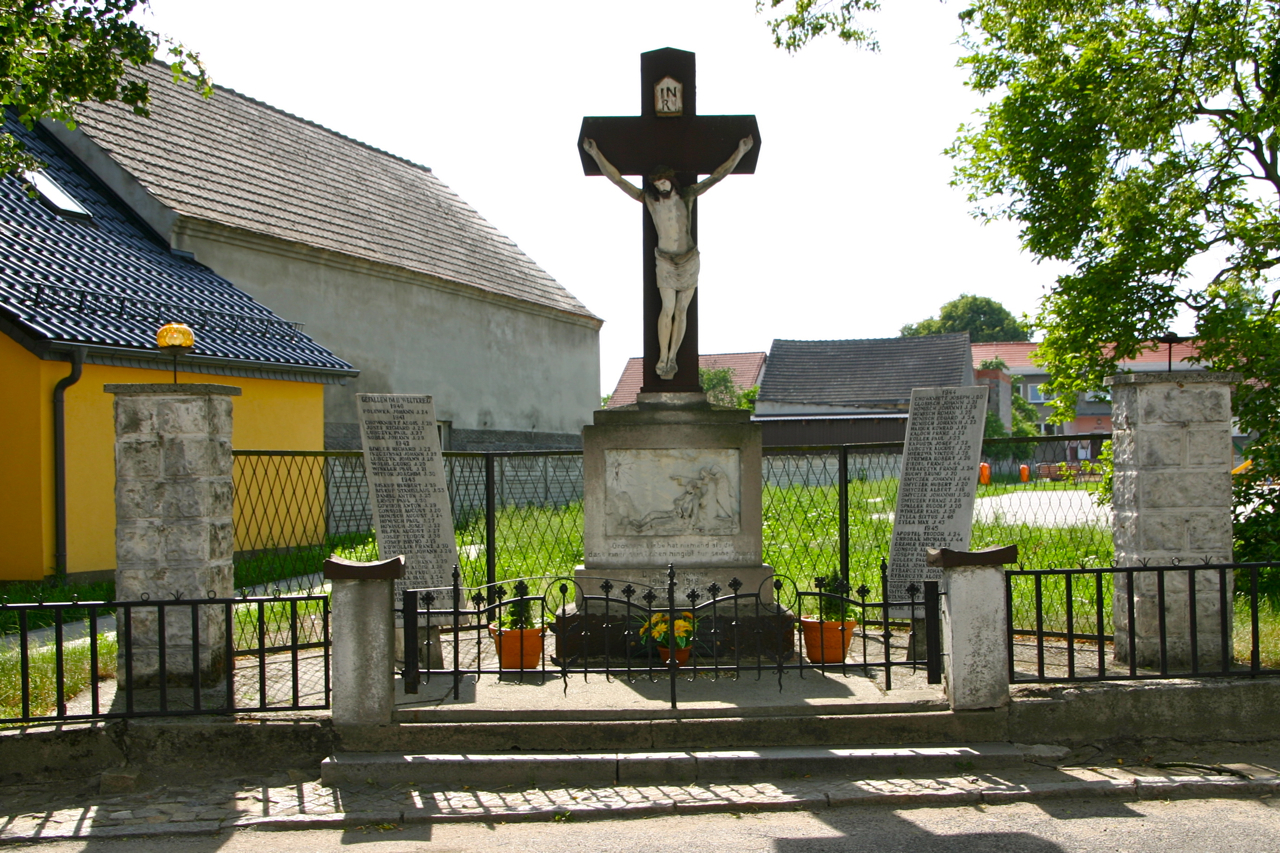
Gefallenendenkmal

- Die römisch-katholische Maria-Magdalena-Kirche (Kościół św. Marii Magdaleny) wurde 1802 erbaut und besitzt einen barocken Altar. Seit 1966 steht der Kirchenbau unter Denkmalschutz.[6]
- Pfarrhaus aus dem Jahr 1836, 1966 ebenfalls unter Denkmalschutz.[6]
- Kapelle aus der ersten Hälfte des 19. Jahrhunderts.
- Denkmal für die Gefallenen des I. und II. Weltkriegs.

## Vereine
- Deutscher Freundschaftskreis
- Freiwillige Feuerwehr OPS Racławiczki